# Municipio de Gay
El municipio de Gay (en inglés: Gay Township) es un municipio ubicado en el condado de Taylor en el estado estadounidense de Iowa. En el año 2010 tenía una población de 80 habitantes y una densidad poblacional de 0,86 personas por km².

## Geografía
El municipio de Gay se encuentra ubicado en las coordenadas 40°40′50″N 94°32′2″O / 40.68056, -94.53389. Según la Oficina del Censo de los Estados Unidos, el municipio tiene una superficie total de 92.93 km², de la cual 92,34 km² corresponden a tierra firme y (0,63 %) 0,59 km² es agua.

## Demografía
Según el censo de 2010, había 80 personas residiendo en el municipio de Gay. La densidad de población era de 0,86 hab./km². De los 80 habitantes, el municipio de Gay estaba compuesto por el 95 % blancos, el 5 % eran de otras razas. Del total de la población el 5 % eran hispanos o latinos de cualquier raza.